# 山田康夫
山田 康夫（やまだ やすお、1941年2月15日 - 1990年3月5日）は元NHKチーフアナウンサー。

## 人物
山梨県甲府市出身。中央大学法学部を卒業後、1963年に入局。同期に森本毅郎（現フリー）、加賀美幸子などがいる。入局の翌年から大相撲の実況中継を晩年まで担当するなど、様々なスポーツの実況中継で活躍した。
当時のNHKアナウンサーとしてはややテンションが高いアナウンスであったが、念入りな下調べに基づいて実況に差し挟まれる情報の正確さや、放送中の機転や気配りで、大相撲実況中継の名アナウンサーとして角界からの信頼も厚かった。昭和最後の場所となった1988年11月場所で、横綱千代の富士が横綱大乃国に敗れ、連勝が53でストップした取組も山田が実況していた。
また、山田は草野仁（現：フリー）と共にNHK競馬中継も担当していた。ミスターシービーが三冠馬となった1983年の牡馬クラシックレース（皐月賞、菊花賞）のNHK中継の実況を担当した。
さらに、韓国で初めて開催された1988年のソウルオリンピックの男子柔道95kg超級の実況を担当したアナウンサーも山田だった。この階級で斉藤仁が金メダルを獲得した。
1989年9月場所の大相撲中継を最後に、体調不良のため入退院を繰り返すようになり、翌1990年3月5日、脳内出血のため在職のまま49歳で死去した。

## 主な実況歴
- 皐月賞（1983年～1988年）
- 天皇賞（春）（1983年）
- NHK杯（1983年～1987年）
- 東京優駿（1983年～1987年）
- 菊花賞（1983年）
- 天皇賞（秋）（1983年、1984年、1986年）
- 有馬記念（1983年～1986年、1988年）